# Plzeň-Doubravka (železniční zastávka)
Plzeň-Doubravka je železniční zastávka v plzeňské části Doubravka, ležící na 3. tranzitním železničním koridoru. Zastávka byla považována za nejošklivější nádraží Plzeňského kraje, dokud neproběhla modernizace. Zastávka byla otevřena 1. dubna 1908.

## Poloha
Železniční zastávka se nachází na železniční trati Praha–Plzeň, na třetím koridoru leží na modernizovaném úseku Rokycany - Plzeň.

## Modernizace
Modernizace této trati a zastávky proběhla mezi roky 2013 a 2019. Tehdejší trať mezi Plzní-Doubravkou, Chrástem u Plzně a Ejpovicemi byla až na úsek Ejpovice - Chrást pro zapojení trati do Radnice zrušena. Místo ní byla postavena přeložka. Ta má od východního portálu Ejpovického tunelu po železniční zastávku Plzeň-Doubravka být uzpůsobena pro rychlost 200 km/h. Rychlost 200 km/h se měla na daném úseku zkoušet v létě roku 2019, jenže k tomu nedošlo kvůli špatnému výsledku při zkoušení rychlosti 160 km/h.